# Hubertus Ernst
Hubertus Cornelis Antonius Ernst (ur. 8 kwietnia 1917 w Bredzie, zm. 19 maja 2017 tamże) – holenderski duchowny katolicki, biskup diecezjalny Bredy w latach 1967-1992.

## Życiorys
Święcenia kapłańskie otrzymał 7 czerwca 1941.
3 listopada 1967 papież Paweł VI mianował go biskupem diecezjalnym Bredy. 17 grudnia 1967 tego samego roku z rąk kardynał Bernardus Johannes Alfrink udzielił mu sakry biskupiej. 6 maja 1992 ze względu na wiek na ręce papieża Jana Pawła II złożył rezygnację z zajmowanej funkcji.
Zmarł 19 maja 2017.